# Nakada
Nakada je mesto na zahodnem  bregu Nila v egiptovski provinci Qena. V Starem Egiptu se je imenovalo Nbwt, v klasični antiki pa  Ombos. Ime izhaja iz stroegipčanske besede nbw, ki pomeni zlato in namiguje na bližnje rudnike zlata v Vzhodni puščavi.

## Zgodovina
Nakada obsega nekaj vasi, med njimi Tukf, Khatara, Danfik in Zavadja. Stoji v bližini prazgodovinske preddinastične nekropole iz obdobja okoli 4400-3000 pr. n. št. Po Nakadi se imenuje pomembna nakadska kultura s središčem v Nakadi, ki je zajemala tudi mesta El Badari, Gerzeh in Nehen (Hierakonpolis). Velika količina arheoloških najdb iz Nakade je omogočila datiranje celotne kulture po vsem Egiptu in njegovi okolici. 
Mesto je bilo središče kulta boga Seta. V njem so bile okoli leta 3500 pr. n. št. zgrajene velike grobnice.
Nakada je eno od redkih mest v Egiptu, ki je imelo leta 1960 večinsko koptsko prebivalstvo.
- Ročna sekira, najdena na vrhu planote okoli 15 km severozahodno od Nakade, egipčanska kamena doba,  Petriejev muzej egipčanske arheologije, London
- Sedeči kip faraona Seneferja s kartušo faraona Amenofisa II. v desni roki; Setov tempelj v Nakadi, zdaj Petriejev muzej egipčanske arheologije, London
- Koščen kipec z vstavkli iz lapisa lazuli,  Britanski muzej, London